# 蘇素霞
蘇素霞（1943年8月21日—1964年7月16日），人稱「綠島百合」，臺灣臺東縣綠島鄉南寮村人，在臺灣白色恐怖時期的火燒島上，和獄方人員劉覺生、政治犯曾國英有三角戀，20歲時嫁給劉覺生並於其婚宴上自殺。其戀情後來拍成台視八點檔《台灣百合》。

## 生平
蘇素霞是綠島鄉南寮村人，伯父是當時綠島鄉長。她被喚為「綠島百合」，島上官兵多競相追求，其中之一為政戰官劉覺生。
一次新生訓導處安排戲劇《勾踐復國》，蘇素霞被邀請飾演鄭旦，在排演期間認識政治犯曾國英，進而相戀。在1963年，新生訓導處為慶祝「總統蔣公華誕」的《太平艦復仇記》話劇中，蘇素霞扮演女主角，而男主角為曾國英。
1964年6月間，蘇素霞攜帶曾國英私函，到屏東潮州尋訪曾國英的姊姊，談及兩人私訂婚約。曾國英獄中難友吳鍾靈在2003年接受TVBS訪問時，表示曾國英姊姊給弟弟曾國英的信提及婚約詳情，被劉覺生發現，因而曾國英被關進碉堡、蘇素霞親人遭到施壓。
1964年7月15日，蘇素霞與劉覺生在台東縣卑南鄉知本舉行婚宴，在向客人敬酒時，身為新娘的她就失蹤。次日，她被發現在飯店廁所服毒身亡。

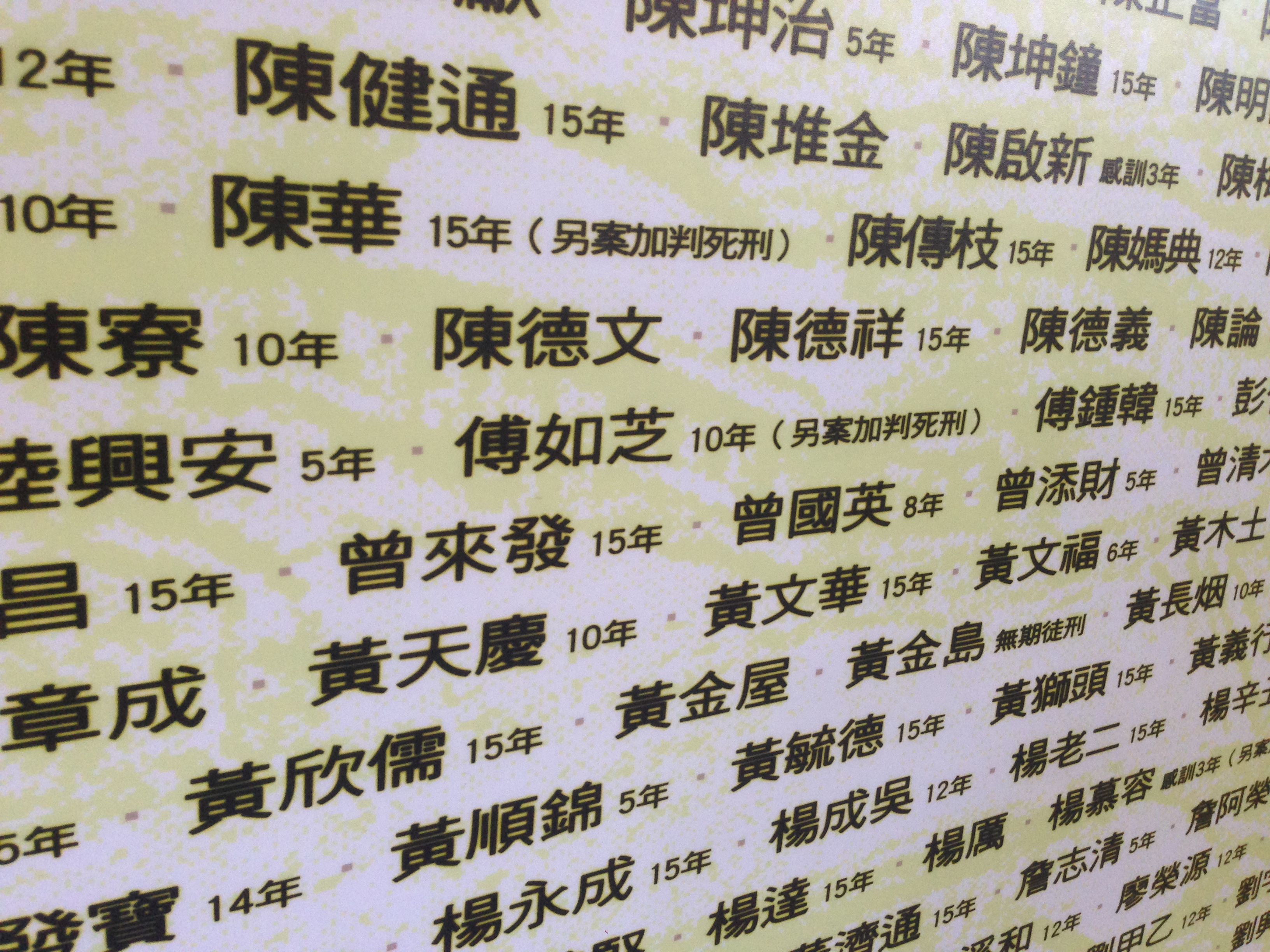
綠島人權文化園區新生訓導處第三大隊展示區的牆壁上，寫有曾國英、黃金島、傅如芝等人犯。

## 身後

### 骨灰下落
蘇素霞骨灰由其兄長蘇石榮及劉覺生共同將骨灰送往台東海山寺，於1964年7月18日，農曆六月十日，寄入。被送回隊上的曾國英，之後從難友口中得知蘇素霞身亡，出獄後曾向遺族詢問骨灰處，卻得不到確實答覆。多年後，許昭榮發現蘇素霞骨灰，與難友湊約十萬元，想給她買一座面對綠島故鄉的蓮位。

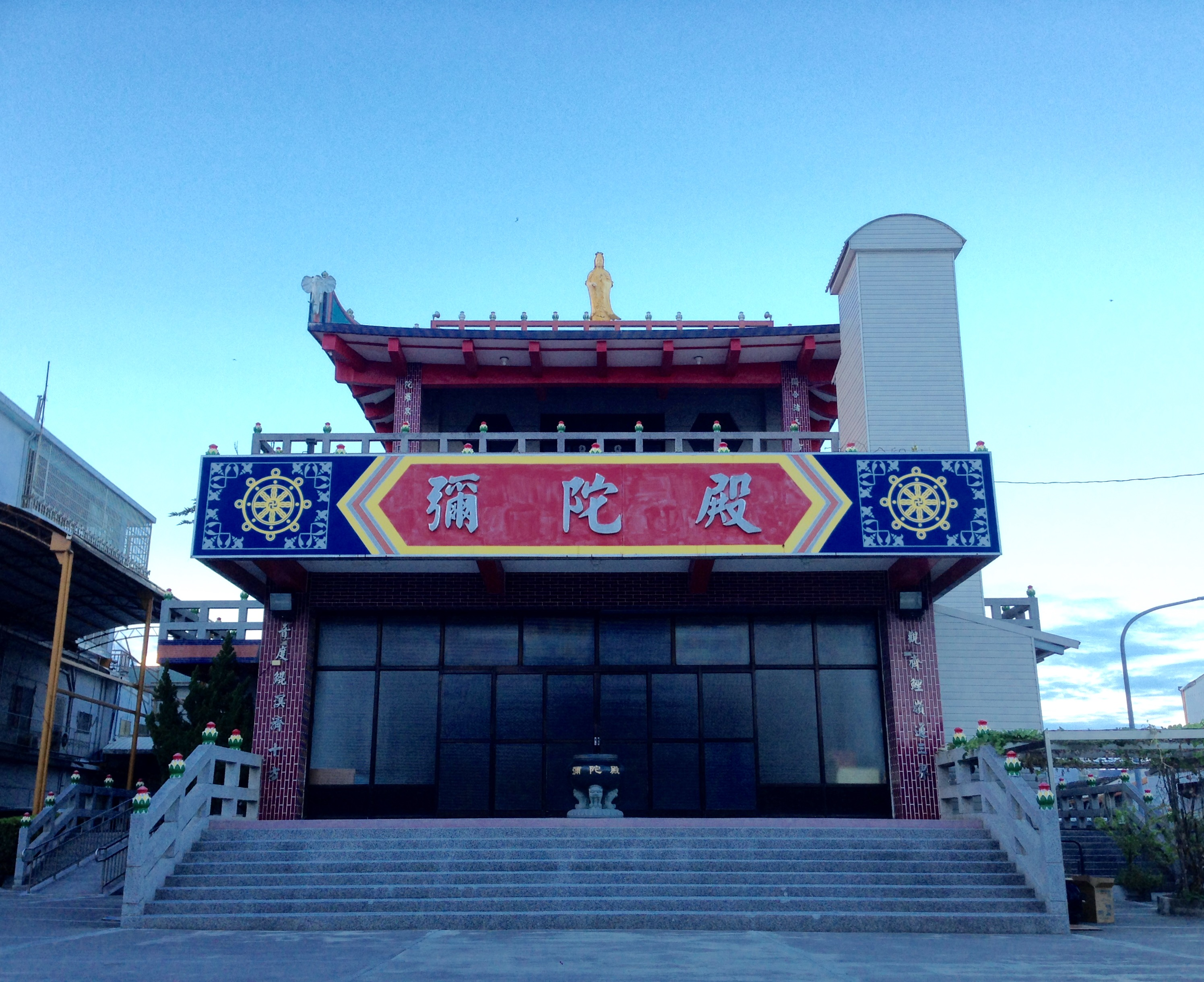
海山寺彌陀殿

2003年8月21日，蘇素霞60歲冥誕，楊金海、許昭榮、陳銘城等人這段期間在海山寺舉行追思、公祭，並準備移靈至新購蓮位，但遺族只有她的堂弟蘇逢明、堂妹蘇麗美兩位到場。遺族家人還來電於寺方，表示不同意遷移骨灰；寺方也不同意將其骨灰移到新蓮位，更堅持不打開彌陀殿地下室、不准他們和記者到地下室探視骨罈。最後海山寺住持釋紹弘出面婉拒並欲退還訂金，但許昭榮拒絕寺方退回訂金。

### 故事流傳
此事在綠島民間和政治犯中間傳誦。劉覺生之後與蘇素霞的姊姊結婚；曾國英出獄後也結婚生子，但工作不順、又經常被列管調查，其妻帶子女棄他而去，1989年病逝。
1997年，蘇素霞雙親接受許昭榮、陳銘城、與洪隆邦訪問時抱怨女兒倔強、癡心，也責怪曾國英未出獄就私下訂婚，並讚賞劉覺生還介紹蘇素霞弟到公家機構任職。
許昭榮把這故事寫成小說〈台灣百合〉，發表在《文藝春秋》刊物上；2003年他還希望明年能為蘇素霞在綠島建立「貞烈碑」，作為她61歲冥誕的生日禮物。楊金海要把蘇素霞寫到回憶錄，但其遺族認為歷史的撰述太沈重，也強調劉覺生並無逼婚，表示尊重蘇素霞嫁人、結束生命的每個選擇。
台視總經理鄭優受此悲戀感動，促成影射蘇素霞戀情的八點檔《台灣百合》在2004年上映；蔡振南寫了片頭曲《人生借過》及片尾曲《山棧花》。
簡上仁寫有《望春的百合》來紀念蘇素霞，歌詞中「遠遠的朋友是白雲」即暗指曾國英，「微微的春風伴著阮」則是劉覺生。
2022年電影《流麻溝十五號》，曾小幅度根據蘇素霞及曾國英作為原型改編故事。